# 全國熱狗和香腸協會
全國熱狗和香腸協會（英語：National Hot Dog and Sausage Council，簡稱NHDSC）是一個促進熱狗和香腸行業發展的美國商會。
該協會由美國肉品協會於1994年成立。它的總部設在華盛頓哥倫比亞特區，現任主席是艾瑞克·米頓索爾（Eric Mittenthal）。

全國熱狗和香腸協會的標誌

該協會將每年7月作為「全國熱狗月」（National Hot Dog Month），而「全國熱狗日」（National Hot Dog Day）則根據北美肉品協會在國會山莊舉辦年度熱狗午餐的時間而有所不同。2017年的全國熱狗日是在7月19日的星期三。同樣，它也宣傳10月為「全國香腸月」（National Sausage Month）。
2015年11月，NHDSC在熱狗是否符合三明治的類型這一問題上，發布一項政策來結束爭論，稱熱狗不是三文治。其他消息來源反駁這個說法。
2019年，NHDSC任命Tyler Field為他們的終身榮譽主席，以感謝他「不厭其煩地服務於熱狗和那些創造熱狗的人」。

## 外部連結
- 官方网站